# 大慈恩寺

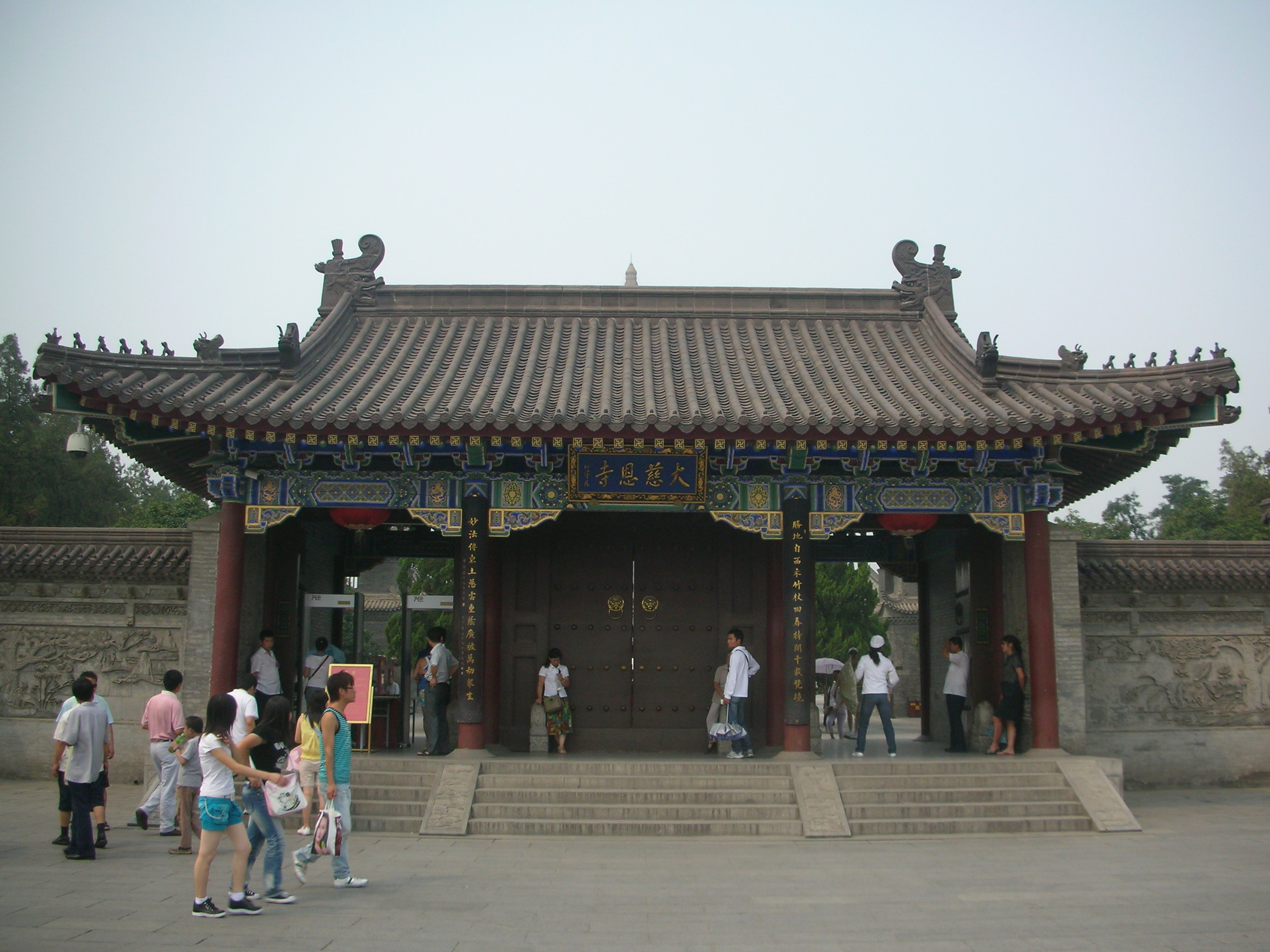
大慈恩寺正门

大慈恩寺，位于中國陝西省西安市雁塔区，著名的佛教历史遗迹大雁塔位于寺中，其南北分别被大雁塔北、南广场所围。大慈恩寺是唐代長安的四大譯經場之一，中國佛教法相唯識宗的祖庭，亦是唐武宗会昌毀佛时，少數被敕令保留的佛寺。其迄今已有近1400年歷史。

## 历史

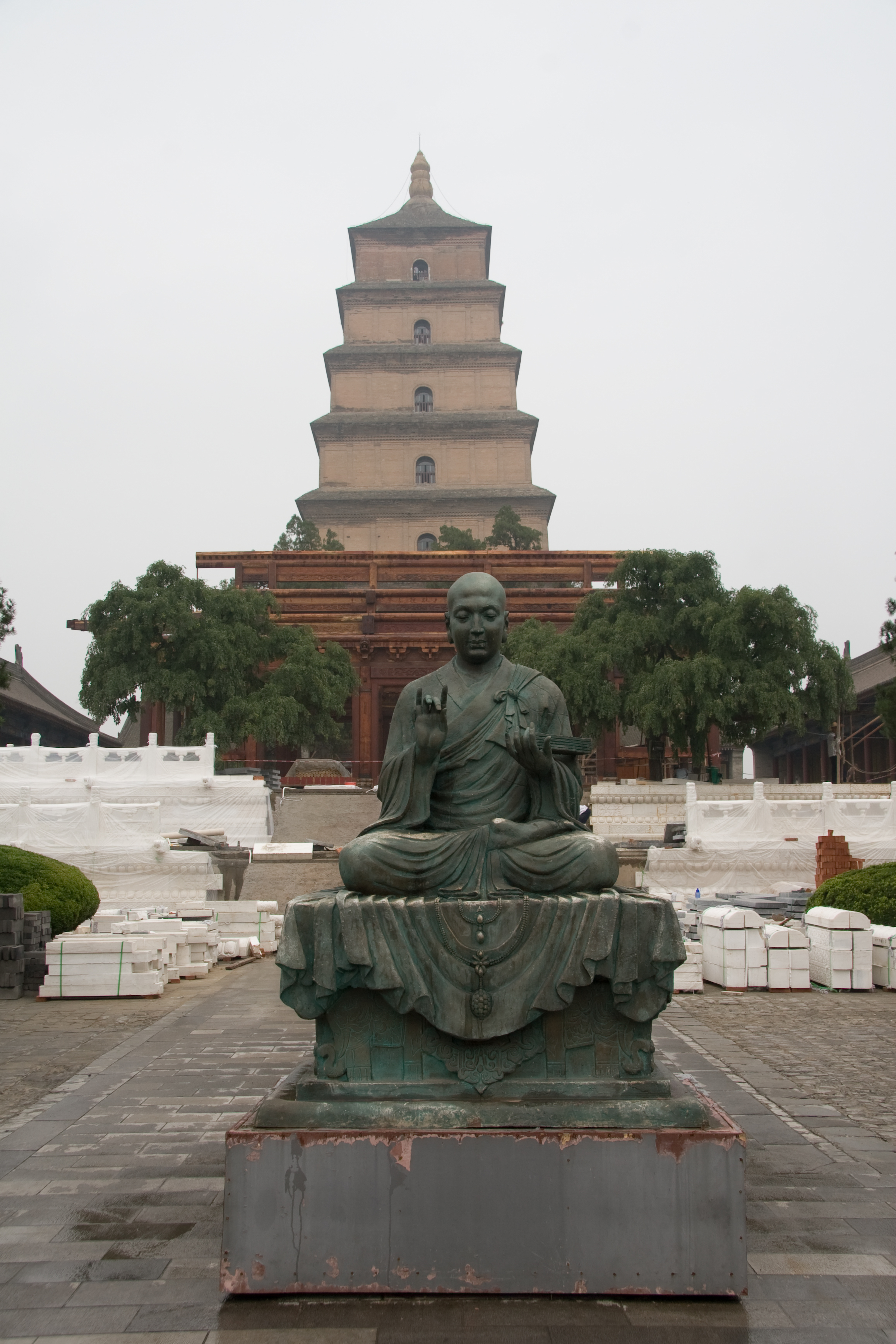
大慈恩寺的一個景觀，院內建有大雁塔

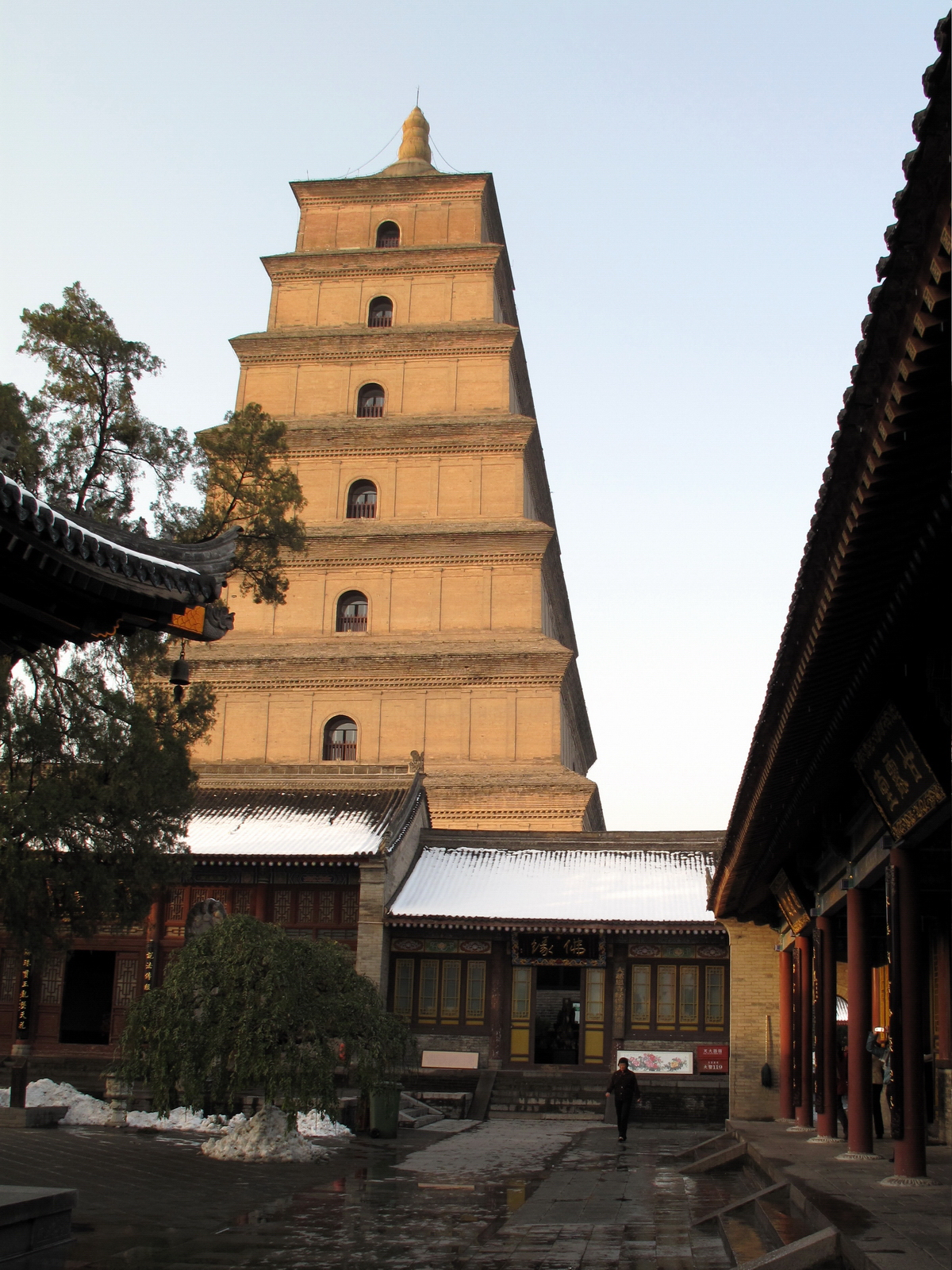
大慈恩寺院內建有大雁塔

大慈恩寺原为隋无漏寺，唐高祖武德年间已经废弃，太宗貞觀二十二年（公元648年），太子李治为追薦母亲长孙皇后冥福而重新修建，改名大慈恩寺，朝廷敕命玄奘法師充任上座。

## 寺内建筑

### 大雁塔
大雁塔始建于唐代，位於大慈恩寺西苑，玄奘法師在此地潛心翻譯佛經十余年。高宗永徽三年（公元652年），玄奘按西域窣堵婆之法並改石為磚瓦修建浮屠，建成时有五层，高一百八十尺。武则天长安年间，募捐对塔改造，增加高度。明萬曆年間再行加固以成今貌，高七层，一百九十四尺。

### 其他
寺院按中國傳統風格建造，寺院内鐘樓內懸掛有鐵鐘一口，為明代嘉靖二十七年十月（1548年）鑄造，重達三萬斤，上鑄有“雁塔晨鐘”字樣，為著名的關中八景之一。
寺內牡丹亭種植著名牡丹七十余種，建有玄奘紀念館。

## 文化
唐代科举进士及第，依惯例要曲江张宴，入慈恩寺，登大雁塔，题其姓名壁上以为纪念，時稱「雁塔題名」，是后世进士题名的起源。页210